# 聖菲島

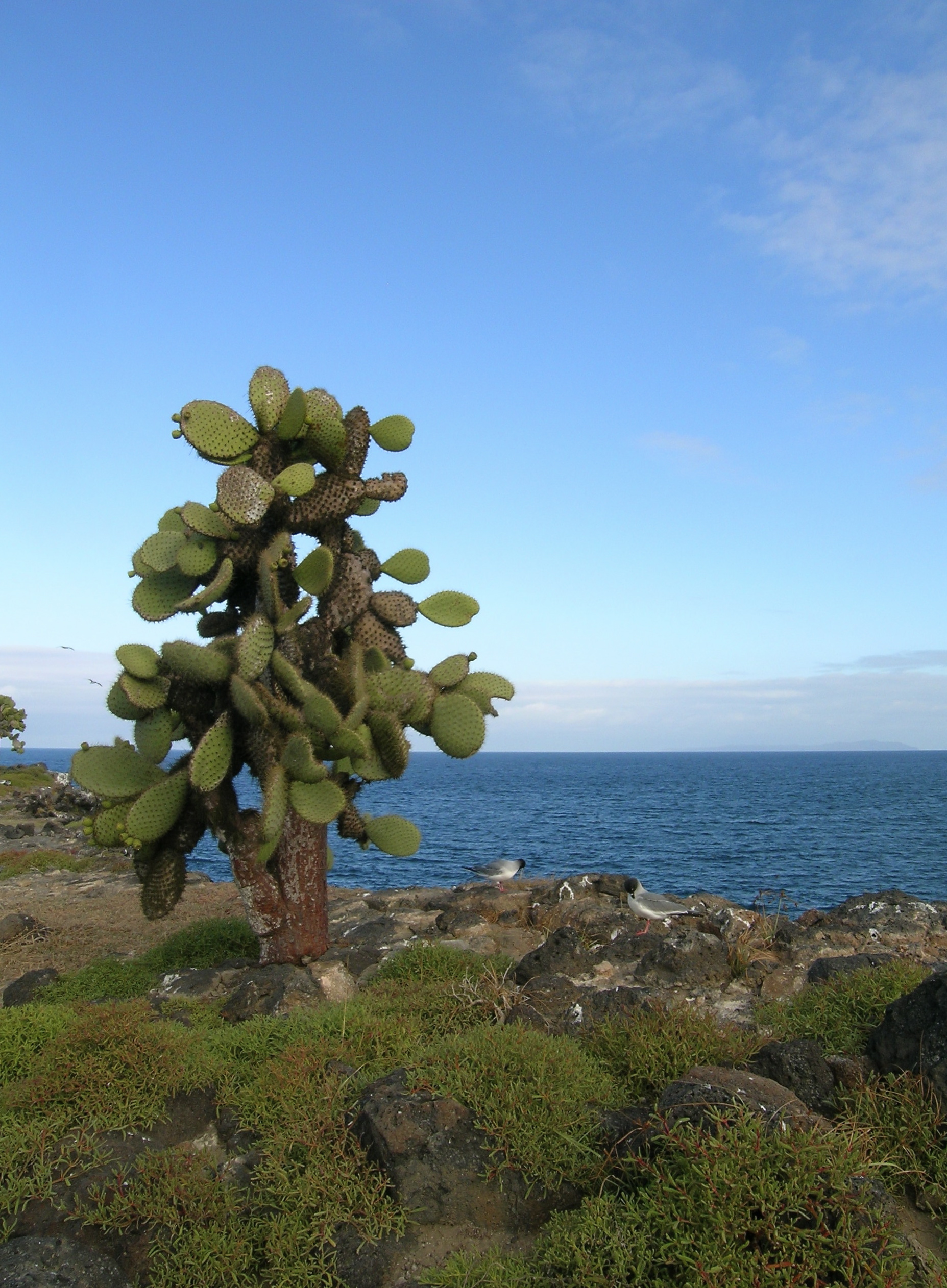

聖菲島是厄瓜多爾的島嶼，位於聖克魯斯島東南的太平洋海域，屬於加拉帕戈斯群島的一部分，面積24平方公里，最高點海拔高度259米，島上無人居住。

## 外部連結
- Santa Fe Information Galapagosonline.com （页面存档备份，存于）

0°49′12″S 90°03′36″W / 0.82000°S 90.06000°W